# 布兰齐
布兰齐（義大利語：Branzi），是意大利贝加莫省的一个市镇。总面积25平方公里，人口731人，人口密度29.2人/平方公里（2009年）。国家统计（ISTAT）代码为016036。